# Inmigración japonesa en Uruguay
La inmigración japonesa en Uruguay comenzó a principios del siglo XX, y se caracterizó por ser poco numerosa y fundamentalmente indirecta, es decir, que el inmigrante japonés anteriormente se había establecido en otro país sudamericano, migrando posteriormente a Uruguay. Hubo dos períodos de la corriente inmigratoria japonesa, el primero desde principios del siglo XX hasta antes de la Segunda Guerra Mundial, y el segundo desde mediados de la década de 1950 a principios de la década de 1960.
Los uruguayos japoneses (日系ウルグアイ人 nikkei uruguai-jin?) o nipo-uruguayos son las personas uruguayas de ascendencia japonesa.

## Historia
La inmigración japonesa a Uruguay se dio en el marco de la inmigración japonesa hacia América Latina, flujo migratorio que aumentó luego de la Ley Federal de Inmigración de 1924 (o el Acta Johnson–Reed) que prohibió la inmigración de japoneses (entre otros inmigrantes del este asiático) hacia Estados Unidos, dentro de la diáspora japonesa que comenzó luego de la Restauración Meiji.
Según JICA de Montevideo, el inicio de la inmigración japonesa en Uruguay se registra en 1930 con la llegada de once personas, sin embargo, según la Asociación de Emigrantes del Japón ya estaba registrado el ingreso de nueve personas en 1920. Conforme menciona Masami Takemoto —embajador de Japón en Uruguay hasta el año 2010—, el primero de estos migrantes del primer flujo migratorio fue Seiji Tsubota (坪田静仁 Tsubota Seiji?), un comerciante originario de Kobe que llegó al país en 1908.
La corriente migratoria de japoneses hacia Uruguay se puede hablar de que se dio en dos períodos, el primero desde principios del siglo XX hasta antes del comienzo de la Segunda Guerra Mundial, y el segundo que abarca parte de las décadas 1950 y 1960. Con la segunda corriente migratoria, en la que venían solos desde Japón como estudiantes experimentales, la población de japoneses en Uruguay —si bien reducida en número— creció considerablemente.
En 1933 se crea la primera asociación de japoneses, que no contaba con una sede permanente, y que en su momento estaba tramitando la personería jurídica ante Japón. Esta asociación se fusionó con la Cámara de Comercio Japonesa de Montevideo en 1940, y en 1941 se disolvió, dada la entrada a la Segunda Guerra Mundial de Japón. En 1952 la asociación reinició sus actividades hasta 1958. En este período (mediados de las décadas de 1950 y 1960) se dio la llegada de nuevos inmigrantes japoneses, lo que hizo crecer la comunidad japonesa local, e impulsó a la reapertura de la Asociación Japonesa en el Uruguay (在ウルグアイ日本人会 zai uruguai nihonjin kai?) en 1967, obteniendo el permiso de Asociación Civil ante el Ministerio de Educación y Cultura de Uruguay en 1969. En 1971 adquirieron el predio en el que se asienta actualmente la asociación, y aquí pasaron a dictarse los cursos de la Escuela de idioma japonés (日本語学校 nihongo gakkō?), fundada en 1953.

## Características de la migración
La inmigración hacia el país se caracterizó por ser de tipo individual, ya que a diferencia de la inmigración japonesa en los otros países sudamericanos en las que llegaban grandes grupos regionales desde Japón, en el caso de Uruguay o llegaban jóvenes de forma individual directamente de Japón como estudiantes experimentales, o si no llegaban pequeños núcleos familiares que habían emigrado desde otros países sudamericanos en los que se habían establecido anteriormente. En este sentido, puede decirse que otro carácter de la inmigración japonesa a Uruguay es que fue mayormente indirecta, dado que por lo general los migrantes venían de Brasil, Argentina o Paraguay, en los que se habían establecido anteriormente. Asimismo, se caracterizó por ser no planificada, ya que a diferencia de las migraciones de japoneses en otros países latinoamericanos, en el caso de Uruguay no hubo convenios previos en los que, por ejemplo, se concertaran la compra de tierras para uso agrícola de los inmigrantes.
El hombre issei por lo general emigraba solo, con un amigo o un familiar, mientras que la mujer issei emigraba con su familia, parte de ella o venía a casarse con un issei constituido en el país. La mayoría de los inmigrantes provenía del medio rural, y esto se reflejó en el sector de actividad en al que se iban a dedicar, fundamentalmente en la floricultura. Por lo general el nuevo inmigrante comenzaba a trabajar en los cultivos de otro inmigrante ya establecido, aprendiendo todo sobre la actividad, y una vez ganaba suficiente dinero, adquiría sus propias tierras.

## Instituciones y cultura
Como dice Genta Dorado en su libro, las actividades culturales japonesas de parte de la comunidad japonesa local y sus descendientes (en general issei y nisei) las organiza la embajada de Japón en Uruguay o la Asociación Japonesa en el Uruguay. Entre las actividades destacadas están el «Festival de Japón» y la «Feria Floral de La Paz».
Un sitio singular lo constituye el Jardín Japonés de Montevideo, ubicado en el barrio Prado. Se inauguró en 2001 con motivo del 80 aniversario del establecimiento de relaciones diplomáticas entre Uruguay y Japón.

## Personas Notables
- Bárbara Mori - actriz
- Kenya Mori – actriz
- Kintaró Mori - cantante

## Lectura adicional
- Masterson, Daniel M.; Funada-Classen, Sayaka (2004). The Japanese in Latin America: The Asian American Experience. Urbana (Illinois): University of Illinois Press. ISBN 978-0-252-07144-7. OCLC 253466232.
- Tanaka, Naoki (1990). 南米ウルグアイ東方共和国日本人移住史年表 [Nanbei Uruguay Tōhō Kyōwakoku Nihon-jin Ijūshi Nenpyō / Cronología de la inmigración japonesa en Uruguay] (en japonés). OCLC 673507909.